# Parafia Świętej Trójcy w Nowym Mieście nad Wartą
Parafia Świętej Trójcy w Nowym Mieście nad Wartą – rzymskokatolicka parafia w Nowym Mieście nad Wartą, należy do dekanatu nowomiejskiego archidiecezji poznańskiej. Została utworzona w XIII wieku pierwotnie także pod wezwaniem św. Jadwigi. Mieści się przy ulicy Kościelnej. Przypuszczalnie sklepienie założono później niż mury obwodowe. Na ścianie chóru jest widoczny łaciński napis o tym, że sklepienie zbudowano w 1538 roku. Szczyt na zakrystii zbudowano na przełomie XV i XVI wieku.